# Nesiostrymon australivaga
Nesiostrymon australivaga är en fjärilsart som beskrevs av Johnson. Nesiostrymon australivaga ingår i släktet Nesiostrymon och familjen juvelvingar. Inga underarter finns listade i Catalogue of Life.